# Tramlijn Nijmegen - Sint Anna
De Tramlijn Nijmegen - Sint Anna was een tramlijn in Gelderland van Nijmegen naar St Anna.

## Geschiedenis
De lijn werd aangelegd door de Nijmeegsche Tramweg-Maatschappij en werd geopend op 2 juni 1887 als paardentramlijn. Vanaf 7 juni 1911 werd de lijn overgenomen door de Gemeentetram Nijmegen (GTN), die de lijn elektrificeerde en exploiteerde als lijn 1. 
Op 7 juli 1952 werd de lijn opgeheven en vervangen door een trolleylijn.